# Lixisol

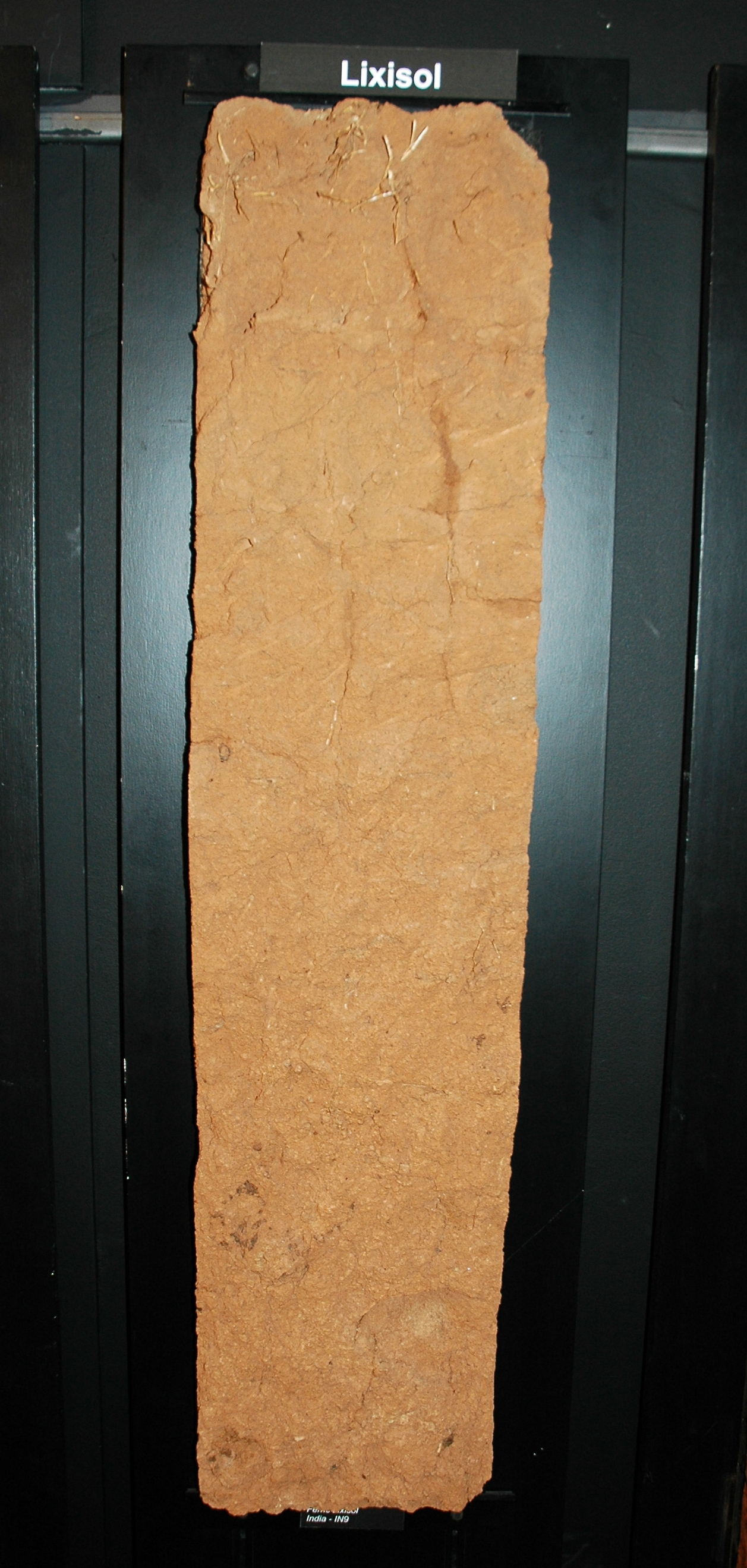
Perfil de suelo de un Lixisol

Los Lixisoles son un Grupo de Suelos de Referencia de la Base Mundial de Referencia de Recursos Suelos (WRB). Son suelos con acumulación subsuperficial de arcillas de baja actividad y alta saturación de bases. Se desarrollan en condiciones de meteorización tropical intensiva y en climas subhúmedos a semiáridos.